# Ioba
Ioba är en provins i Burkina Faso.   Den ligger i regionen Sud-Ouest, i den sydvästra delen av landet, 220 km sydväst om huvudstaden Ouagadougou. Antalet invånare är 160 773. Huvudort är Dano.